# Império do Espírito Santo do Vale de Linhares
O Império do Espírito Santo do Vale de Linhares é um Império do Espírito Santo português que se localiza na freguesia açoriana do São Bento,  local de Vale de Linhares, concelho de Angra do Heroísmo, ilha Terceira, arquipélago dos Açores.
Este Império do Espírito Santo tem a sua fundação no século XX mais precisamente no ano de 1951.